# Pau Riera i Sala
Pau Riera i Sala (1908-1985) era un empresari català al sector del tèxtil i un mecenes.

## Biografia
Era el fill de l'empresària Tecla Sala i Miralpeix i de Joan Riera i Sala i propietari de la cotonera Tecla Sala, de l'Hospitalet de Llobregat. Després de la Guerra Civil espanyola va exiliar-se a l'Argentina i en tornà el 1952. Va finançar l'Institut d'Estudis Catalans. Amb els empresaris Lluís Carulla i Canals, Joan Baptista Cendrós i Carbonell, Fèlix Millet i Maristany i Joan Vallvé i Creus va fundar Òmnium Cultural el 1961; en fou president de 1968 a 1978. El 1970 va participar en la constitució de la societat Catalana de Publicacions S.A., amb la intenció de crear un diari en català, la qual cosa no s'aconseguiria fins al 1976 i després de tres intents infructuosos: el diari Avui. Participà econòmicament en la creació del Premi Sant Jordi de novel·la. Fou guardonat amb la Creu de Sant Jordi el 1983.